# Carla Ernst

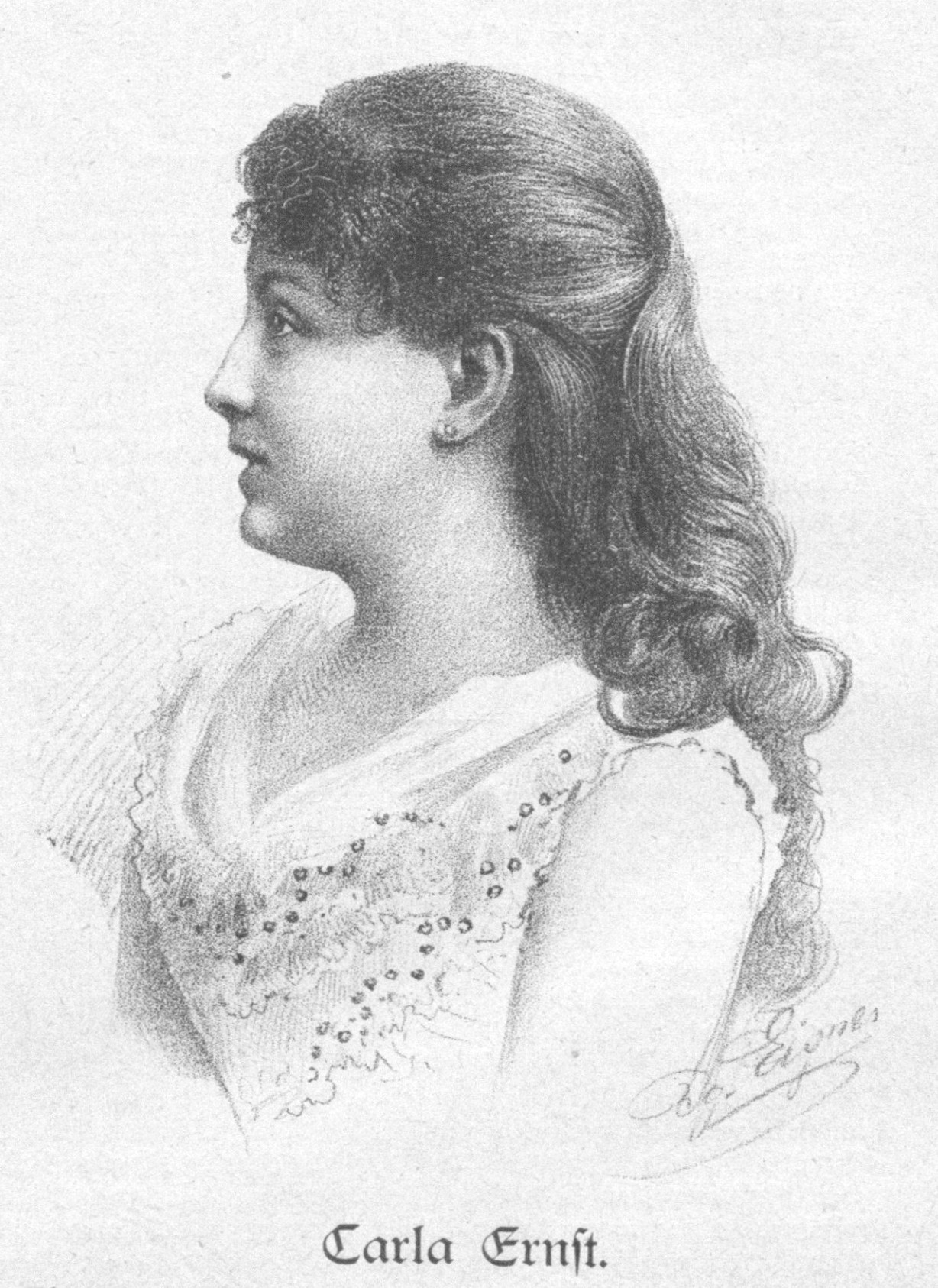
Carla Ernst im Jahre 1891

Carla Ernst (gebürtige Karoline Kohn, *15. Mai 1867 in Wien; † 16. Juni 1925) war eine österreichische Theaterschauspielerin.

## Leben
Ernst absolvierte die Schauspielschule des Wiener Konservatoriums und trat 1886 in Prag das erste Mal öffentlich auf. Sie war sodann in Berlin am Wallner-Theater, am Meininger Theater und am Stadttheater in Graz engagiert. 1891 wurde sie Mitglied des Carltheaters, wo sie bis 1895 als Vertreterin des naiven Liebhaberfaches wirkte. Dann kam sie ans Stadttheater Reichenberg (1896), ans Residenztheater in Dresden (1898), 1899 ans Breslauer Stadttheater und 1900 nach Berlin ans Schillertheater, wo sie bis mindestens 1902 wirkte. 1906 war sie am Kleinen Theater 1913 war sie königlich-sächsische Hofschauspielerin. 1916 lebte sie in Berlin.
Sie war mit Arthur Schnitzler bekannt, der sie mehrmals in seinem Tagebuch erwähnt.
Ihr Vater hieß Heinrich (Abraham) Kohn (ca. 1920 bis 16. Jänner 1905), ihre Mutter Rebekka Regine Denneberg (gest. 6. November 1900), die beiden hatten 1858 in Wien-Fünfhaus geheiratet. Sie hatte einen Bruder, Isidoro A. Kohn (geb. Wien, 1860), der in Tupiza ein Geschäft betrieb und mit Albert Einstein in Kontakt stand sowie eine Schwester, Käthe Kohn (geboren am 18. Dezember 1863 in Wien, ermordet in Litzmannstadt am 30. Januar 1942), die mit einem Prokuristen der Credit-Anstalt, Alfred Sobotka (um 1866–1931), verheiratet war.

## Belege
1. ↑  In der Literatur wird ihr Geburtsjahr mit 1869 angegeben, was bei Schauspielerinnen häufig vorkam, dass sie sich jünger machten. Ihr Geburtseintrag im jüdischen Geburtsbuch, Nr. 3415, ist verlässlich: https://familysearch.org/ark:/61903/3:1:33SQ-GBKB-XCS?wc=MQB6-WTL%3A344266801%2C344266802%2C344412901%3Fcc%3D2028320&cc=2028320
2. 1 2  Österreichische Nationalbibliothek: ANNO, Neue Freie Presse, 1925-06-16, Seite 20. In: anno.onb.ac.at. Abgerufen am 13. Juli 2016.
3. ↑  http://www.theeuropeanlibrary.org/tel4/newspapers/issue/3000119062277?hp=2&page=2&query=%22karla%2Bernst%22
4. ↑  http://anno.onb.ac.at/cgi-content/anno?aid=lvb&datum=19130817&seite=5&zoom=33&query=%22carla%2Bernst%22&provider=P03&ref=anno-search
5. ↑  http://anno.onb.ac.at/cgi-content/anno?aid=cur&datum=19160705&seite=2&zoom=33
6. ↑  museunacional: RELATIVIZANDO: 90 ANOS DA VISITA DE EINSTEIN AO BRASIL. In: Museu Nacional - SAE. 1. Mai 2015, abgerufen am 13. Juli 2016.

| Personendaten    | Personendaten                         |
| ---------------- | ------------------------------------- |
| NAME             | Ernst, Carla                          |
| KURZBESCHREIBUNG | österreichische Theaterschauspielerin |
| GEBURTSDATUM     | 15. Mai 1867                          |
| GEBURTSORT       | Wien                                  |
| STERBEDATUM      | 16. Juni 1925                         |
| STERBEORT        | Wien                                  |